# Batman (film, 1989)
A Batman (magyar fordításban Denevérember) 1989-ben bemutatott Oscar-díjas amerikai fantasztikus akciófilm Tim Burton rendezésében. A film az azonos című képregény-sorozat adaptációja, amely a maga évében óriási anyagi sikerhez juttatta megalkotóit, felfrissítette a képregény-megfilmesítések és a képregények stagnáló iparát. A mozi a Batman-nagyjátékfilmek új, századfordulós vonulatát indította el: eddig 6 egész estés alkotás követte (Batman visszatér, Mindörökké Batman, Batman és Robin, Batman: Kezdődik!, A sötét lovag, A sötét lovag – Felemelkedés).

## A film cselekménye

### Összefoglaló
Gotham City – egy alternatív valóságban – a korrupt politikusok, szabadon garázdálkodó gengszterek és az örök sötétség nyomasztó városa. Ebben a kilátástalan világban a lakosság csupán egyetlen megmentőre támaszkodhat: Batmanre (Michael Keaton), az éjszakában fantomként megjelenő, sötét lovagra, aki megszállottja a bűnüldözésnek. A hős azonban nappal szórakozott milliomos: ő Bruce Wayne, egy dúsgazdag vállalat magányos ura, aki segítőkész komornyikjával, Alfred-dal (Michael Gough) él óriási kastélyában.
A kisstílű maffiózót, Jack Napier-t (Jack Nicholson) idősödő főnöke, Carl Grissom (Jack Palance) csapdába csalja, amiért titkon elszerette fiatal barátnőjét, és Napier – egy vegyianyaggyárban lezajló tűzharc után, a Batmannel folytatott közelharc során – mérges savval teli üstbe zuhan. A közvélemény halottnak hiszi, ám egy minden eddiginél szörnyűségesebb mészáros, a mészfehér arcán idétlen vigyort hordozó Joker születik meg a szerencsétlen balesettel. A ripacsszerű őrült leszámol Grissommal, maga köré gyűjti annak hadseregét, és lassan átveszi az irányítást Gotham füstös alvilága fölött. A helyzetet bonyolítja, hogy egy szemfüles és makacs újságírónő, Vicky Vale (Kim Basinger) beleszeret Wayne-be, viszont Joker is élénk érdeklődést mutat a fiatal nő iránt. A nagyváros fülledt kohójának két abnormális teremtménye – a denevérként suhogó igazságharcos és a macskanadrágban táncoló bohóc-pszichopata – a gótikus templomtornyok és sötét háztetők szürreális világában küzd meg egymással.

### A részletes történet
Gotham City-ben tetőzik a bűnözés. Két pitiáner zsebtolvaj épp kifoszt egy, a sikátorok között eltévedt turistacsaládot, ám amikor felmennek a tetőre megszámolni az ellopott pénzt, hirtelen fenyegető árny ereszkedik közéjük: az eddig csak homályos szóbeszédekből ismert Batman, a város titokzatos oltalmazója. A jövevény legyőzi a két gonosztevőt, majd a rendőrség elszállítja őket.
A feltörekvő gengszter, Jack Napier titokban elszereti főnöke, Carl Grissom ágyasát, Aliciát. Grissom, aki értesül kettejük viszonyáról, és akinek gondja akad a rendőrséggel, titkos ülést hív össze a házába, amelyen megbízza Napier-t egy igen fontos akció lebonyolításával egy vegyianyaggyárban, majd a megbeszélés után bizalmasan a fülébe súgja: „Te vagy az én legmegbízhatóbb emberem.” Ez a kenetteljes méltatás azonban csak megtévesztés, álca. Grissom Jack Napier halálát akarja, így, miután útjára bocsátja beosztottját, rögtön telefonál a rendőrségre, és azt az embert hívja, aki Napier-t talán a leginkább utálja: Eckhardt rendőrtisztet, a korrupt szürke eminenciást.
Bruce Wayne, a széllelbélelt és távolságtartó playboy eközben nagyszabású partit rendez a házában, ahol két emberrel ismerkedik meg: Alexander Knox és Vicky Vale újságírókkal. Vicky Vale felkelti Bruce érdeklődését, ám Alfred, a házigazda komornyikja félbeszakítja beszélgetésüket, és sejtelmesen annyit közöl urával, hogy "Gordon felügyelő kénytelen volt távozni." Bruce Wayne is hasonlóképp cselekszik, ugyanis amikor nem fényűző összejöveteleken pózol, akkor Batmanként látja el a városban kóborló gonosztevők baját.
Ezúttal a vegyianyaggyárhoz kell sietnie, ahol Jack Napier és emberei már éppen kirámolnának egy széfet, de amikor azt üresen találják, az agyafúrt gengszter rájön, hogy főnöke átverte. Ekkor természetesen már megérkeznek a rendőrség erői is, két alakulat: Gordon és Eckhardt különítménye.
Napiert azonban lehetetlen elfogni, csak Batmannek sikerülhet. Egy lepattanó golyó arcon találja Napiert, aki ezután beleesik egy savval teli hatalmas tartályba. A hatóságok halottnak hiszik a férfit, a Batmant pedig gyilkosnak, ezért a hős angolosan távozik a helyszínről.
Napier azonban nem halt meg. Bőre a sav hatására mészfehérré változott, az arcát ért golyó hatására arcizma megbénult, amiatt különös, bohócszerű vigyor hatalmasodik el arcán. Mikor önmagát először látja meg a tükörben, először megretten, majd ellenállhatatlan kacagásban tör ki, ezzel Napier helyett megszületik Joker, a vihogva gyilkoló szörnyeteg, az őrült bohóc. Megöli korábbi munkaadóját, egyben kelepcébe csalóját, Carl Grissomot. Eközben Vicky Vale és Bruce Wayne közösen vacsoráznak a férfi kastélyában, és hamar szerelemre lobbannak egymás iránt. Kapcsolatuk azonban nem lehet tartós, hiszen Bruce Wayne valódi hivatása az, hogy megfékezze a bűnözést, és igazán csak Batmanként képes érvényesülni. Vale azonban ezt képtelen belátni.
Joker ezalatt rövid úton átveszi Grissom helyét, majd együttműködésre készteti a város maffiózóit - azokat azonban, akik ellenállnak neki, szemrebbenés nélkül lemészárolja. Mikor kérdezik tőle, mi ez az idétlen vigyor, csak annyit válaszol gúnyosan: „mosolyt csalt arcomra az élet”.
„Megjött Bingo bácsi!” – mondja cinikusan Vincent Ricorso gengszternek, akibe egy sajtótájékoztatón tollat döf, majd fegyveresei telegéppuskázzák a csípős reggeli levegőt. Bruce, aki szakítani akart Vicky-vel (a fent tárgyalt okok miatt), a megfélemlített tömegben ismét találkozik az újságírónővel.
Joker kifejleszti saját "termékét", a Vigyorex gázt, ami a mérgezés után röviddel kacagást, majd vigyorszerű görcsöt vált ki a halál előtt. Joker elcsalja Vickyt azzal, hogy Wayne nevében találkozót beszélnek meg a múzeumban. Wayne erről úgy szerez tudomást, hogy komornyikja átadja Vicky üzenetét, miszerint késni fog egy kicsit. A múzeum éttermét mérges gáz árasztja el, de Vicky a vendégekkel szemben túléli a támadást: Joker gázálarcot küld neki az egyik pincérrel. Hamarosan megjelenik Joker, és kifejezésre juttatja, hogy ellenállhatatlan vonzalmat érez a nő iránt.
Batman épp a megfelelő pillanatban érkezik, hogy kimenekítse a nőt a szörnyeteg és fegyveresei karmaiból. Kalandos úton a barlangjába viszi Vicky-t, ahol átad neki egy listát azokról a mérgező illatszerekről, amelyekbe valószínűleg a Joker által reklámozott veszélyes méreganyagot keverték.
Joker ezalatt nevet ad a fájdalmának: Denevérember. A város két különös szülöttje hamarosan végleg összecsap. Előtte azonban Bruce elhatározza, hogy felfedi a titkát Vicky előtt. Amikor azonban becsönget a nő lakására, és épp elárulná, hirtelen betoppan a Joker is. Bruce ügyességének köszönhetően kihátrál a szorult helyzetből: amikor a pszichopata rálő, egy, a zakója alá rejtett ezüsttálca megmenti az életét. Joker persze nem tudja, hogy az ártalmatlannak tűnő milliomos valójában leggyűlöletesebb ellensége.
Joker bejelenti a nyilvánosság előtt, hogy éjszakai mulatságot rendez, amelynek keretében több millió dollárt szór szét a tömegben. A kapzsi polgárság természetesen kapva kap az alkalmon, és az agyafúrt gazfickó már-már elnyeri a könnyedén befolyásolható nép bizalmát.
Bruce ezalatt gondterhelten ül barlangjában, és számítógépe elé mered. Szülei gyilkosának arcát nézi: a Joker arcát. Ő volt az, aki sok-sok éve megölte Bruce szüleit, a tehetetlen fiút viszont futni hagyta, tőle csupán ennyit kérdezett: "Táncoltál már valaha az ördöggel sápadt holdfénynél?" Bruce már arra készül, hogy felöltse jelmezét, és válaszoljon a Joker neki címzett kihívására, de ekkor megjelenik Vicky - kiderül Bruce titka. Azon rágódnak, vajon miért nem képesek kettesben hétköznapi életet élni, mire Bruce határozottan kijelenti, hogy az ő élete az igazságszolgáltatásból és az örökös küzdelemből áll, majd magára ölti a denevérruhát, és elszáguld, hogy végleg megütközzön ellenfelével.
Vicky és Knox kiautóznak Joker utcabáljának helyszínére, ahol Joker hatalmas, Vigyorex gázzal töltött ballonokkal akarja megmérgezni pénzhajhász, bámészkodó tömeget. Néhány ballon kis is pukkad, de Vicky és Knox, hála a náluk lévő gázmaszknak, sértetlenül megússzák az esetet. Batman szuperrepülőgépen érkezik, majd a gép orrára szerelt csíptetővel sorra begyűjti a ballonokat. A nép megmenekül, Joker tombol.
Batman harci repülőgépe hamarosan ellene fordul. Joker szinte tehetetlenül áll a rárepülő szupergéppel szemben, amikor kabátzsebéből egy különlegesen hosszú csövű pisztolyt húz elő és egyetlen golyóval kilövi Batman gépét, ami az utcára zuhan. A pszichopata magával ragadja Vicky-t, és Gotham City üresen álló régi, túlméretezett, nyomasztó templomába igyekszik vele. Batman utánasiet, és a templomtoronyban - míg Joker és Vicky táncolnak - megküzd ellensége utolsó csatlósaival is. Végül számonkéri Jokeren a múltat, és arról vitatkoznak, melyikük teremtette a másikat. Batman keserves küzdelemben végül legyőzi ellenségét, aki lezuhan a toronyból és szörnyethal. Gotham ezzel megmenekült.
Batman, akit eddig mindenki közellenségként kezelt, elnyeri a városi vezetőség bizalmát, és ezután már hívni is tudják majd egy hatalmas reflektor segítségével, amely a hős jelét bocsátja az égre. Vicky-t, aki elé Alfred komornyik siet autóval, már a legkevésbé sem lepi meg, hogy Bruce késni fog találkozójukról. Batman eközben diadalmasan áll egy torony tetején, némán a város fölé magasodva.

## A film univerzuma
A Batman természetesen a Bob Kane által elindított képregény-sorozat mintájára készült, de annak is sötétebb vonulatát veszi alapul. Konkrétan Frank Miller nagy sikerű, a Denevérember világát megreformáló képregénye, Az első év (Batman) (1986) atmoszférája a mozi kiindulóalapja. Miller ebben a művében az '50-es, '60-as évek könnyedebb hangvételű, gyermetegebb Batman-koncepciójától teljesen elszakadva visszanyúl a gyökerekhez, és a karakter univerzumát olyannak mutatja be, amilyen eredetileg is volt: nyomasztónak, szorongásokkal telinek és groteszknek.
Burton ezt az alapkoncepciót részesíti előnyben, és Millerhez hasonlóan elmossa az ellentétes pólusú karakterek közti határvonalat: Batmant ugyanolyan lelkileg sérült, már-már neurotikus különcnek mutatja be, mint ellenfelét, a pszichopata Jokert. A mozit a két egymással szemben álló deviáns "éjszakai teremtmény" karakterpárja élteti. Burton interpretációjában azonban Joker sokkal összetettebb és érdekesebb személyiség, míg Batmant a rendező egydimenziós mellékalakká degradálja. A vigyorgó tömeggyilkos figurája ezzel szemben - bár szeretni nem lehet, de - közönségbarát, humoros, és Jack Nicholson alakításának köszönhetően valódi főszereplővé növi ki magát.
Tim Burtonnek sikerült egyedülálló látványvilágot varázsolni a folyton hadakozó szereplők köré: szikáran gótikus toronycsúcsok, rideg felhőkarcolók emelkednek, bűzös gőzfelhőket árasztó sikátorok tekeregnek, rossz arcú maffiózók, rikító színű öltönyökbe bújtatott gonosztevők vicsorognak és tehetetlen városi vezetők, politikusok sápítoznak a több mint kétórás filmben - az összhatás egy, még a képregények pontosan ismert miliőjétől is sokkal betegebb, elvontabb fikció, amely nemcsak a Kane-i és Miller-i hagyományokból táplálkozik, hanem javarészt Tim Burton legendás alkotói kreativitásából.
A történet elsősorban természetesen a jó és a rossz örök harcáról szól, de emellett számtalan vezérmotívum felfedezhető a cselekmény örvénylésében: a Batman arról is szól, hogy gyermekkori élményeink mennyiben határozzák meg fejlődéstörténetünket, de benne foglaltatik a közösségért való felelősség gondolata is, és ennek a magánélettel való összeegyeztethetetlensége. A meglehetősen ámokfutásszerű elbeszélés keserű keretét Batman és Joker görög tragédiákba illő sorskereszteződései - a Wayne-szülők meggyilkolása, Jack Napier balesete, azaz a két éjszakai lény megteremtődése - képezik.

## Keletkezéstörténet
Michael Uslan egy indiana-i egyetem College of Arts and Sciences nevű tantervrészlegénél egy különleges kurzust kezdett el oktatni, amelynek témája a képregények voltak. Nem sokkal később felhívta Stan Lee (Az Ember), és örült, hogy valaki elismeri a képregényeket a kommunikáció és a szórakozás létjogosult formájának, és Sol Harrison, a D.C. Comics New York-i alelnöke, és munkát ajánlott neki.
Uslan azt válaszolta neki: "A következő álmom az életben, hogy készíthessek a Denevéremberből egy sötét, komoly hangulatú mozifilmet." Uslan koncepciójában vissza kívánt térni a gyökerekhez, Bob Kane eredeti Batman-ábrázolásához: az éjszaka titokzatos lényeként akarta ábrázolni a szuperhőst. Uslan a United Artistsnál kapott munkát New Yorkban. Itt került kapcsolatba Benjamin Melnikerrel, aki később a mozi executive producere lett. Melniker elfogadta és nagyszerűnek találta Uslan ötletét, aki hamarosan leszerződött a D.C. Comics-szal, megkapta a jogot a filmekhez, ebbe beletartozott a rajzfilm is, a tévéfilm azonban nem - a Denevéremberhez és a sorozat többi szereplőjéhez.
1979. október 3-án megalakult a Batfilm Productions, a hollywoodi stúdiók azonban először elutasították a film ötletét. Végül a Casablanca nevű filmgyártó céggel szerződtek Los Angelesben, és így kezdődött a Batman-film megszületéséért folytatott 10 éves küzdelem.

## A film utóélete: a folytatások
A Batmant a '90-es évek folyamán még három folytatás követte: a szintén Tim Burton-féle Batman visszatér (1992), amely ugyanezen az alapkoncepción halad tovább, a történetbe a Pingvinembert (Danny DeVito) és Macskanőt (Michelle Pfeiffer) bevonva; valamint Joel Schumacher két rendezése: az 1995-ös Mindörökké Batman Val Kilmer, és az 1997-es Batman és Robin George Clooney főszereplésével. A csökkenő színvonalú filmek azonban, ha anyagilag igen, erkölcsileg nem sok hasznot hoztak a készítőiknek, így Hollywood csaknem 10 évre felhagyott a Batman-legenda megfilmesítésével. 2005-ben Christopher Nolan filmje, a Christian Bale főszereplésével Batman: Kezdődik! új lendületet hozott. A mozit hangos siker övezte, folytatása a 2008-as A sötét lovag, melyben egy egészen más típusú Jokert ismerhettek meg a nézők.

## Szereplők
| Szereplő               | Színész              | Magyar hang          |
| ---------------------- | -------------------- | -------------------- |
| Batman/Bruce Wayne     | Michael Keaton       | Hirtling István      |
| Joker/Jack Napier      | Jack Nicholson       | Sinkó László         |
| Vicky Vale             | Kim Basinger         | Udvaros Dorottya     |
| Alexander Knox         | Robert Wuhl          | Gesztesi Károly      |
| James Gordon felügyelő | Pat Hingle           | Inke László          |
| Harvey Dent            | Billy Dee Williams   | Jáki Béla            |
| Alfred Pennyworth      | Michael Gough        | Tyll Attila          |
| Carl Grissom           | Jack Palance         | Simon György         |
| Alicia Grissom         | Jerry Hall           | Incze Ildikó         |
| Bob, a fajankó         | Tracey Walter        |                      |
| Eckhard hadnagy        | William Hootkins     | Csurka László        |
| A polgármester         | Lee Wallace          | Makay Sándor         |
| Rotelli                | Edwin Craig          | Csikos Gábor         |
| Ricorso                | John Dair            | Farkas Antal         |
| Nic                    | Christopher Fairbank | Haás Vander Péter    |
| Eddie                  | George Roth          | Szabó Sipos Barnabás |
| TV-s rendező           | Richard Durden       | Elekes Pál           |
| Rendőr                 | Paul Michael         | Jakab Csaba          |

## A magyar változat
- Magyar szöveg: Pataricza Eszter
- Hangmérnök: Miklós Miklós
- Rendezőasszisztens: Nikodém Zsigmond
- Vágó: Kocsis Éva
- Gyártásvezető: Miklai Mária
- Szinkronrendező: Rehorovszky Béla

A szinkron a Magyar Szinkron- és Videovállalat, a Dolby Stereo (utó)munkálatok a Mafilm Audio Kft. műtermeiben készültek. A Batman magyar szinkronját a műfaj legjobbjai között szokás emlegetni, és Sinkó László színművész Joker-alakítását sokan egyenesen minden idők legnagyobb szinkronalakításaihoz sorolják.[forrás?] Érdekesség, hogy a magyar szövegben egyszer sem hangzik el a Batman név, végig „Denevérember” néven emlegetik, a főcímben is így olvassák be.